# Port lotniczy Tauzar
Port lotniczy Tauzar (IATA: TOE, ICAO: DTTZ) – port lotniczy położony 4 km na północny zachód od Tauzar, w Tunezji. Połączenia są do Paryża i ekspresowe do Tunisu.

## Kierunki lotów i linie lotnicze
| Linia Lotnicza   | Kierunek      |
| ---------------- | ------------- |
| Transavia.com    | 1. Paryż-Orly |
| Tunisair Express | 1. Tunis      |